# アゲハ (GOING UNDER GROUNDの曲)
「アゲハ」は、GOING UNDER GROUNDのシングル。ビクターエンタテインメントのレーベルHAPPYHOUSEより2005年（平成17年）2月9日発売。

## 概要
メジャーデビュー後10枚目（通算13枚目）のシングルである。5thアルバム『h.o.p.s.』と同日に初回限定生産で発売された。8cmCDシングルで、8cmプラケース仕様。

## 収録曲
1. アゲハ（alternate version アゲハとトカゲ）
（作詞・作曲：河野丈洋）
河野が単独で作詞、作曲を手掛けた初のシングル曲。『h.o.p.s.』収録のバージョンは松本が全編でメインボーカルをとっているが、シングルバージョンは2コーラス目を河野が歌っている。
MVには渋谷公会堂でのライブ映像が使用されている。
2. サンキュー（alternate version ×5）
（作詞・作曲：松本素生）
8thシングル「サンキュー」のアレンジバージョン。打ち込みが多用されているがアコースティック演奏のトラックを使用しており、リリース発表の段階では「アコースティック・ヴァージョン」とアナウンスされていた[1]。音楽情報ウェブサイトCD Journalのミニレビューでは「デジタル技術ならではのアコースティックな質感を実現していて面白い」と評価されている[2]。

## 収録アルバム
アゲハ
- h.o.p.s. - アルバムバージョンを収録。
- BEST OF GOING UNDER GROUND with YOU - シングルバージョン（alternate version アゲハとトカゲ）を収録。
- COMPLETE SINGLE COLLECTION 1998-2008 - シングルバージョン（alternate version アゲハとトカゲ）を収録。